# Stop, Look, Listen (To Your Heart)
«Stop, Look, Listen (To Your Heart)» — песня, написанная Томом Беллом и Линдой Крид в 1971 году. Первыми исполнителями стали The Stylistics.

## Версия Дайаны Росс и Марвина Гэя
В 1973 году Дайана Росс и Марвин Гэй записали свою версию песни для альбома Diana & Marvin. Спродюсировал запись Хэл Дэвис. Песня была выпущена в качестве финального сингла в 1974 году. В Великобритании песня заняла 25 место. В то время как в Бразилии песня заняла первое место.
В 2001 году версия Росс и Гэя была включена в саундтрек к фильму «Дневник Бриджит Джонс».

### Чарты
| Чарт (1974)                       | Пиковая позиция |
| --------------------------------- | --------------- |
| Бразилия (IPOPE)                  | 1               |
| Великобритания (UK Singles Chart) | 25              |